# San Félix (Falcón)
Pour les articles homonymes, voir San Félix.
San Félix est la capitale de la paroisse civile de San Félix de la municipalité de Mauroa dans l'État de Falcón au Venezuela